# Jopie Roosenburg-Goudriaan
Johanna Margaretha Alida (Jopie) Roosenburg-Goudriaan (Rotterdam, 27 mei 1913 – Eijsden, 13 oktober 1996) was een Nederlands schilder, textielkunstenaar en kunstnijveraar.

## Leven en werk
Jopie Goudriaan was een dochter van cargadoor-reder Albert Johan Marie Goudriaan en pianiste Maria Wilhelmina Valkenburgh. Ze studeerde piano aan het Rotterdam Conservatorium. Daarnaast werd ze opgeleid aan de Academie van Beeldende Kunsten en Technische Wetenschappen in haar geboorteplaats, als leerling van David Bautz, J.G. Heijberg en Herman Mees. Ze had een jaar lang een schildersloge aan de Akademie der bildenden Künste Wien (1935). Goudriaan koos uiteindelijk voor de beeldende kunst. Ze maakte onder meer applicaties, portretten en wandkleden, en schilderde in olieverf en aquarel Maasgezichten, (Limburgse) landschappen en stillevens. Ze was in het Rotterdams kunstenaarsmilieu bevriend met onderen anderen Dick Elffers en Henk de Vos. Vanaf 1938 had ze een atelier in Rotterdam. Bij het bombardement in 1940 werd haar atelier en werk vernietigd. Goudriaan zag het als een mogelijkheid zich los te maken van de Academie en een nieuwe start te maken.
Goudriaan kreeg een relatie met de beeldhouwer Teun Roosenburg (1916-2004). Roosenburg deelde in Amsterdam woonruimte en een atelier met een aantal kunstenaars die zich weigerden aan te sluiten bij de Nederlandsche Kultuurkamer. Op zoek naar een veiligere plek en onderdak, stapte Teun begin 1942 met Piet Damsté en Hanny Raedecker op de fiets naar Limburg. In Oost-Maarland (Eijsden) ontdekten zij het leegstaande kasteel Oost met ruim 20 kamers. Ze kregen toestemming van de eigenaar om het pand voor 50 gulden per maand te huren. Goudriaan voegde zich bij haar verloofde en al snel bewoonden ook andere kunstenaars voor korte of langere tijd het kasteel. Het werd een culturele ontmoetingsplaats, niet alleen voor beeldende kunstenaars, maar ook voor musici en literatoren.  Het paar trouwde in 1943 en kon in 1956 het kasteel kopen. Ze kregen drie zonen, waarvan er twee ook in de kunstwereld terechtkwamen.
Naast solo- en duoexposities hadden Teun en Jopie Roosenburg een aantal tentoonstellingen samen met Limburgse kunstenaarsechtparen: met Frans Gast en Margot Glebocki en Rob Stultiens en Marijke Thunnissen toonden ze portretten die ze op doek en in plastiek van elkaar hadden gemaakt in de tentoonstelling Vis á vis, in de Kunstzalen Dejong-Bergers in Maastricht (1958), een jaar later exposeerden ze op uitnodiging van de Kunstkring Venlo met dezelfde twee echtparen in Mariaweide in Venlo (1959). Opnieuw een jaar later namen ze deel aan de tentoonstelling Twaalf kunstenaars-echtparen in Limburg in Kasteel Hoensbroek, de andere echtparen waren Charles Eyck en Karin Eyck-Meyer, Gilles Franssen en Miets Franssen-Vrijens, Frans Gast en Margot Gast-Glebocki, Lou Jonas en Liesje Jonas-Peters, Piet Killaars en Hélène Killaars-van der Lubbe, Nic. Tummers en Vera van Hasselt, Wil Leenders en Annemarie Leenders-Kusters, Joep Nicolas en Suzanne Nijs, Arthur Spronken en Varpu Tikanoja, Rob en Marijke Stultiens-Thunnissen en Mathieu Vroemen en Riet Jager.
Jopie Roosenburg-Goudriaan overleed op 83-jarige leeftijd op kasteel Oost.
- Biografisch Portaal: 19856322
- Nederlandse Thesaurus van Auteursnamen: 159807255
- RKD-Nederlands Instituut voor Kunstgeschiedenis: 68100
- Virtual International Authority File: 281754491
- WorldCat: E39PBJghvGCQHHFfg6BDpccXVC